# Prawo morskie
Prawo morskie – zbiór norm prawnych regulujących stosunki społeczne związane z działalnością człowieka na morzu, polegającą na użytkowaniu morza łącznie z korzystaniem z zasobów obszaru morskiego. Błędnie wskazuje się, że jest to prawo wewnętrzne państwa. Prawo morskie ma zasięg międzynarodowy, w jego skład wchodzi część publicznoprawna oraz cześć prywatnoprawna. W Polsce prawo morskie regulowane jest przez ustawę z dnia 18 września 2001 r. Kodeks morski. Oprócz tego do źródeł prawa morskiego zalicza się umowy międzynarodowe.